# Platycleis squamiptera
Platycleis squamiptera är en insektsart som beskrevs av Boris Petrovich Uvarov 1912. Platycleis squamiptera ingår i släktet Platycleis och familjen vårtbitare. Inga underarter finns listade i Catalogue of Life.